# Trigonospora ciliata
Trigonospora ciliata är en kärrbräkenväxtart som först beskrevs av George Bentham, och fick sitt nu gällande namn av Holtt. Trigonospora ciliata ingår i släktet Trigonospora och familjen Thelypteridaceae. Inga underarter finns listade.